# Mittlere Don-Operation
Die Mittlere Don-Operation (russisch Среднедонская операция) war eine Operation der Roten Armee, die vom 16. bis zum 30. Dezember 1942 im Rahmen der Stalingrader Gegenoffensive stattfand. Sie trug den Decknamen „Operation Kleiner Saturn“ (russisch Малый Сатурн).

## Vorgeschichte
Die Operation Uranus hatte zur Einschließung der 6. Armee in Stalingrad geführt. Ende November 1942 begannen die sowjetischen Planungen für eine Nachfolgeoperation mit dem Decknamen „Saturn“. Dabei sollten die Südwestfront unter Generaloberst Nikolai Watutin und der linke Flügel der Woronescher Front unter Generalleutnant Filipp Golikow die Stellungen der italienischen 8. Armee (zugehörig zur Heeresgruppe B) am mittleren Don sowie der „Gruppe Hollidt“ und der rumänischen 3. Armee der Heeresgruppe Don am Tschir durchbrechen und über Millerowo weiter in allgemeiner Richtung auf Rostow und Taganrog vorstoßen. Damit wäre der gesamte deutsche südliche Heeresflügel inklusive der noch im Kaukasus stehenden Heeresgruppe A abgeschnitten worden.

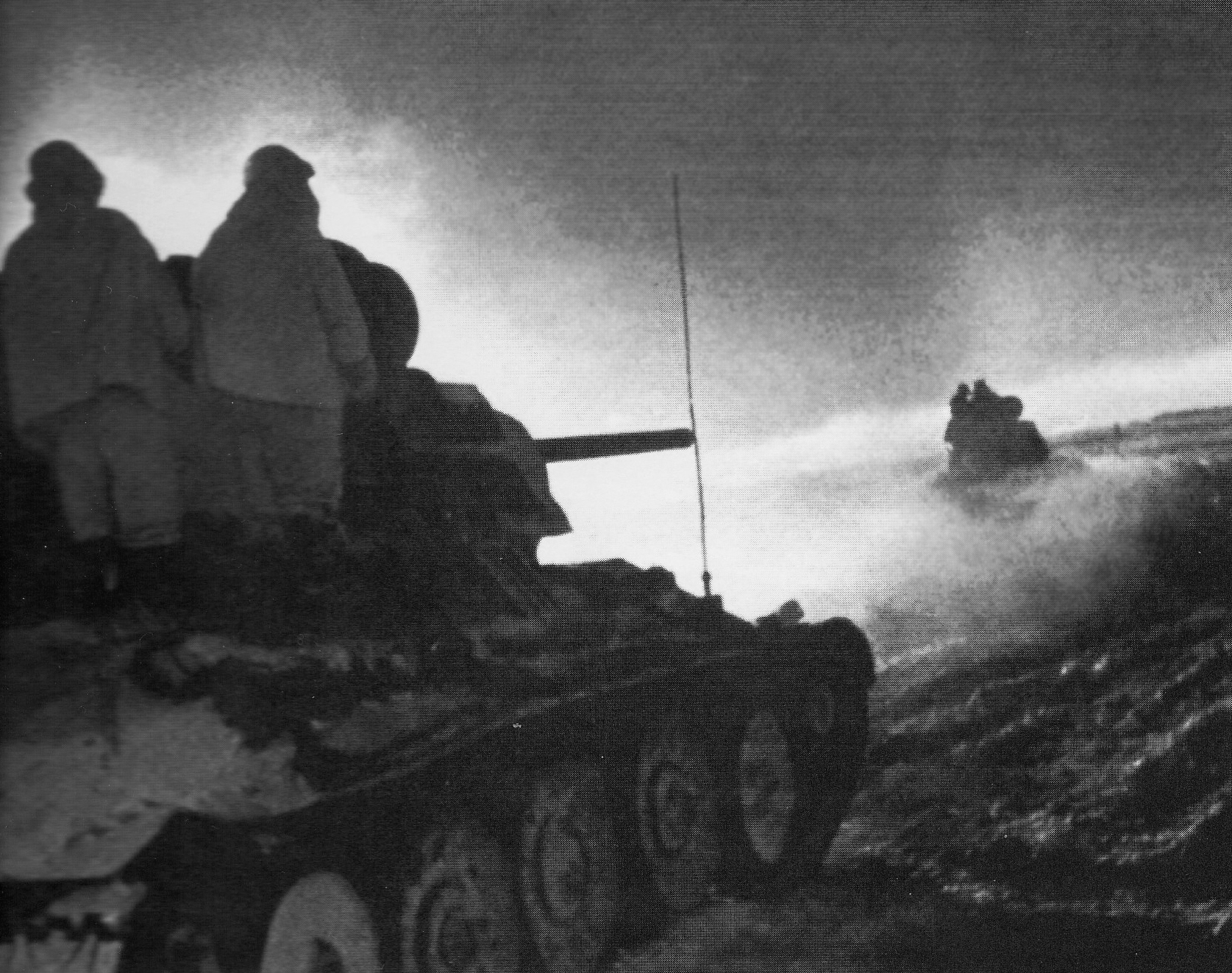
Sowjetische Einheiten während der Operation Kleiner Saturn im Dezember 1942

Zeitgleich mit dieser Operation sollten die Donfront und die Stalingrader Front die deutschen Kräfte im Stalingrader Kessel ausschalten (Operation „Kolzo“). Die Pläne für einen weitergehenden Vorstoß nach Rostow wurden jedoch Anfang Dezember aufgrund des hartnäckigen deutschen Widerstands bei Stalingrad abgeändert, da für „Saturn“ vorgesehene Kräfte (2. Gardearmee) an die Donfront verlegt werden mussten. Der Beginn der Operation, der für den 10. Dezember angesetzt war, musste aufgrund von Transportproblemen auf den 16. verschoben werden. Zu diesem Zeitpunkt hatte das Entsatzunternehmen „Wintergewitter“ der Armeegruppe Hoth im Raum Kotelnikowo, auf das vorläufig alle deutschen Anstrengungen gerichtet wurden, bereits begonnen. Als Ziel wurde den beteiligten Fronten jetzt nach der Zerschlagung der italienischen 8. Armee und der Gruppe Hollidt das Unterbinden der deutschen Angriffsbemühungen im Raum Morosowsk und Nischne-Tschirskaja gegeben. Der Name der Operation wurde dementsprechend in „Kleiner Saturn“ abgeändert.
Laut dem italienischen Militärattaché beim OKW, General Luigi Efisio Marras, waren einige deutsche Generalstabsoffiziere noch wenige Tage vor der Offensive der Meinung, dass das sowjetische Oberkommando seine Offensivkraft bei Stalingrad weitestgehend verbraucht hätte. Laut einem Telefongespräch vom 1. Dezember 1942 zwischen Generalstabschef Kurt Zeitzler und Hitler wurden die Italiener dennoch zur Panzerbekämpfung durch ein deutsches Pionierlehrkommando und deutsche Pioniere, ausgerüstet mit 9.000 Hafthohlladungen sowie Sprengkörpern, verstärkt.

### Italienische 8. Armee
Kommandeur: General Italo Gariboldi, Stabschef: General Bruno Malaguti
Alpini-Korps, Generalleutnant Gabriele Nasci, Stabschef: Oberst Giulio Martinat
- 2. Alpini-Division „Tridentina“, General Luigi Reverberi
- 3. Alpini-Division „Julia“, General Umberto Ricagno
- 4. Alpini-Division „Cuneense“, General Emilio Battisti

II. Armeekorps: Korpsgeneral Giovanni Zanghieri, Stabschef: Oberst Ugo Almici
- 3. Infanteriedivision „Ravenna“, Brigadegeneral Francesco Dupont
- 5. Infanteriedivision „Cosseria“, Divisionsgeneral Enrico Gazzale
- Divisionsgruppe „23. März“, Generalleutnant Luigi Martinesi
- deutsches Grenadier-Regiment 318, Oberst Erich Mielke (von der 213. Sicherungs-Division)

XXXV. Armeekorps General Giovanni Messe, dann Francesco Zingales, Stabschef: Oberst Gaetano Vargas
- 9. Infanterie-Division „Pasubio“, Divisionsgeneral Guido Boselli
- Divisionsgruppe „3. Januar“, Generalleutnant Filippo Diamanti
- deutsche 298. Infanterie-Division, Generalmajor Arnold Szelinski

deutsches XXIX. Armeekorps: General der Infanterie Hans von Obstfelder
- 2. Infanteriedivision „Sforzesca“, General Carlo Pellegrini
- 52. Infanteriedivision „Turino“, Divisionsgeneral Roberto Lerici
- 3. schnelle Division „Aosta“, Divisionsgeneral Ettore de Blasio
- 156. Division „Vicenza“, Brigadegeneral Etelvoldo Pascolini

## Verlauf
Die Operation Kleiner Saturn begann mit Vorangriffen in Bataillonsstärke ab dem 11. Dezember. Betroffen waren die italienische 5. Division zwischen Nowaja Kalitwa und Samodurowka, das deutsche Infanterieregiment 318 bei Deresowka, die italienische 3. Division aus dem Brückenkopf Werchni Mamon und die italienische 9. Division bei Ogolew. Der Verbindungsoffizier zur italienischen 8. Armee, General Kurt von Tippelskirch, hielt diese Angriffe für Fesselungsangriffe und glaubte nicht an eine Durchbruchsabsicht. Später vermutete das deutsche Verbindungskommando zu den italienischen Truppen, dass diese Vorangriffe in der Absicht erfolgten, die den russischen Winter nicht gewohnten Italiener zu schwächen, und dies nach anhaltenden Gefechten auch erreicht wurde, so dass die italienischen Truppen bereits vor Beginn des Großangriffs „beinahe völlig erschöpft“ waren.
Am 16. Dezember um 8 Uhr begann der Hauptangriff mit einem anderthalbstündigen Artilleriebeschuss. Die Angriffstruppen der sowjetischen 6. Armee (Generalleutnant F. M. Charitonow) und der 1. Gardearmee (Generalleutnant W. I. Kusnezow) überquerten östlich von Nowaja Kalitwa den zugefrorenen Don und stießen aus dem Brückenkopf von Werchnij-Mamon und dem umliegenden Gebiet vor. Die 3. Gardearmee (Generalleutnant D. D. Leljuschenko) formierte sich am linken Flügel im Raum östlich von Bokowskaja zum Durchbruch über den Tschir. Dichter Nebel verhinderte bis zum Mittag den Einsatz von Fliegerkräften. Das italienische II. Armeekorps hielt einen Tag stand und wich dann zurück; die vor dem Brückenkopf stehende italienische 3. Division wurde überrollt. Die deutsche 298. Infanterie-Division, die beim südöstlich angrenzenden italienischen XXXV. Armeekorps eingesetzt war, musste sich ebenfalls zurückziehen.
Den sowjetischen Truppen gelang am 17. Dezember aufgrund ihrer starken Überlegenheit an Panzern der Durchbruch und ihre Angriffsspitzen stießen 20 bis 25 km in Richtung auf Kantemirowka vor. Dies führte in den folgenden Tagen zu einem von Panik und Verzweiflung geprägten Rückzug der Italiener nach Taly und Kantemirowka, dessen das italienische Armeeoberkommando nicht mehr Herr wurde, auch weil es keine Lagemeldungen von den überrannten Verbänden mehr erhielt und über keine ausreichenden Reserven verfügte. Die linke Flanke der Gruppe Hollidt wurde durch den italienischen Rückzug entblößt. Am 17. Dezember waren sowjetischen Panzerspitzen im Tal des Flusses Bogutschar zügig vorwärts gekommen und bedrohten den Rücken der italienischen Front.
Am gleichen Tag griff die 3. Gardearmee in westlicher Richtung über den Tschir die Reste der rumänischen 3. Armee und die Gruppe Hollidt selbst an.
Am 18. Dezember erreichten sowjetische Angriffsspitzen den Ort Taly, wo sich das Hauptquartier des italienischen II. Armeekorps befunden hatte und am 19. Dezember erreichten sie Kantemirowka  und Tschertkowo. Am Abend des 18. Dezember war die italienisch-deutsche Front in vier Stücke gespalten und die Rote Armee stand tief im Rücken des italienischen XXXV. und des deutschen XXIX. Armeekorps, zudem war die für den Nachschub wichtige Eisenbahnverbindung zwischen Millerowo und Rossosch durchtrennt. Die nach Südwesten angesetzten sowjetischen Verbände trafen am 21. Dezember bei Djegtewo mit den Panzerspitzen der 3. Gardearmee zusammen, wodurch vier italienische und eine deutsche Division eingekesselt waren. Weder an der Tichaja noch am Tschir konnten bei diesem schnellen Verlauf des sowjetischen Vorstoßes neue Verteidigungslinie aufgebaut werden. Für die abziehenden Restverbände der 8. Armee ging es nur noch darum, sich zu den deutschen Linien durchzuschlagen, wobei zwei große Marschkolonnen gebildet wurden. Die südliche Ausbruchsgruppe bestand aus den Resten der Divisionen „Pasubio“, „Sforzesca“ und „Celere“ sowie der SS-Brigade Schuldt. Die nördliche Kolonne bestand aus Resten der Divisionen „Ravenna“, „Pasubio“ und „Torino“ und der deutschen 298. Infanterie-Division. Die nördliche Ausbruchskolonne der Italiener schlug sich derweil bis Ende Dezember nach Tschertkowo durch und konnte Mitte Januar bei Belowodsk wieder Anschluss an die feste Front erreichen, während die südliche Kolonne in den letzten Dezembertagen bei Skasyrskaja auf deutsche Truppen stieß.
Besonders erfolgreich war die Rote Armee beim Raid auf Tazinskaja: der Durchbruch des 24. (Generalmajor W. M. Badanow) und des 25. Panzerkorps (Generalmajor P. P. Pawlow) bedrohten die wichtigen Luftstütz- und Versorgungsknoten Tazinskaja und Morosowsk. Um den sowjetischen Vorstoß zu verlangsamen, wurden von der deutschen Heeresleitung aus anderen Frontabschnitten sowie aus Westeuropa vier Panzer- und vier Infanteriedivisionen hierher verlegt. Aufgrund der sowjetischen Erfolge entschied Erich von Manstein am 23. Dezember, das Unternehmen Wintergewitter, und damit den versuchten Entsatz der in Stalingrad eingekesselten 6. Armee, abzubrechen. Die weiteren sowjetischen Vorstöße in das Hinterland, nach Tschertkowo, Millerowo und schließlich bis vor Ternoskaja erlaubten die Vereinigung mit sowjetischen Verbänden, die im Südosten im Bereich der Armeeabteilung Hollidt durchgebrochen waren. Damit war die 8. Armee bis auf das ganz im Nordwesten stehende Alpini-Korps eingekesselt. Die abgeschnittenen Verbände wurden bis zum 24. Dezember bei Alexsejewo-Losowskij und Werchne-Tschirskaja weitgehend zerschlagen. Denjenigen, die sich nach Südwesten durchschlagen konnten, gelang der Rückzug über Skosiskaja nach Forschstadt am Donez. Ende Dezember hatte die sowjetische Südwestfront die Linie Nowaja Kalitwa – Markowka – Woloschino – Tschernikowskij erreicht.
Am 24. Dezember wurde der Flugplatz von Tazinskaja mit seinen Vorratslagern vom sowjetischen 24. Panzerkorps eingenommen. Von den 180 auf dem Flugplatz befindlichen Junkers Ju 52 konnten 108 entkommen.

## Folgen
Die Rote Armee zerschlug 10 Divisionen der Achsenmächte (sechs italienische, drei rumänische und eine deutsche) machte 60.000 Gefangene, erbeutete 1.900 Geschütze, 176 Panzer und 370 Flugzeuge, stieß 250–300 km vor und erreichte den Rücken der Heeresgruppe Don.
Alle deutschen Bemühungen zum Entsatz der in Stalingrad eingeschlossenen Truppen mussten nach dieser Niederlage abgebrochen werden, da die Stabilisierung der Front absoluten Vorrang erhielt. Damit war das Schicksal der 6. Armee praktisch besiegelt. Am 30. Dezember erhielt auch die von der Abschneidung bedrohte Heeresgruppe A im Kaukasus den Befehl zum Rückzug.
Mit dem Sieg über die italienische 8. Armee wurde das deutsch-italienische Bündnis schwer erschüttert und die Weiterführung dieser Allianz unterminiert. Dadurch erzielte Stalin einen weitreichenden strategischen Erfolg, der die Alliierte Landung auf Sizilien erleichterte und zum Kriegsaustritt Italiens beitrug.